# Echios
Echios (altgriechisch Ἐχίος Echíos) ist eine Gestalt der griechischen Mythologie.
Er ist der Vater des Mekisteus und wie dieser Teilnehmer am Trojanischen Krieg auf Seiten der Griechen. Er fiel an der Seite seines Sohnes im Kampf von der Hand des Polites, des Sohnes des Priamos und der Hekabe.